# Liste des médaillés aux Jeux olympiques d'été de 1968
Cet article liste les athlètes ayant remporté une médaille aux Jeux olympiques d'été de 1968 à Mexico au Mexique.

## Athlétisme
| Épreuves          | Or                                                                      | Argent                                                                 | Bronze                                                                                 |
| ----------------- | ----------------------------------------------------------------------- | ---------------------------------------------------------------------- | -------------------------------------------------------------------------------------- |
| Hommes            |                                                                         |                                                                        |                                                                                        |
| 100 m             | Jim Hines (USA)                                                         | Lennox Miller (JAM)                                                    | Charles Greene (USA)                                                                   |
| 200 m             | Tommie Smith (USA)                                                      | Peter Norman (AUS)                                                     | John Carlos (USA)                                                                      |
| 400 m             | Lee Evans (USA)                                                         | Larry James (USA)                                                      | Ron Freeman (USA)                                                                      |
| 800 m             | Ralph Doubell (AUS)                                                     | Wilson Kiprugut (KEN)                                                  | Tom Farrell (USA)                                                                      |
| 1 500 m           | Kipchoge Keino (KEN)                                                    | Jim Ryun (USA)                                                         | Bodo Tümmler (RFA)                                                                     |
| 5 000 m           | Mohammed Gammoudi (TUN)                                                 | Kipchoge Keino (KEN)                                                   | Naftali Temu (KEN)                                                                     |
| 10 000 m          | Naftali Temu (KEN)                                                      | Mamo Wolde (ETH)                                                       | Mohammed Gammoudi (TUN)                                                                |
| Marathon          | Mamo Wolde (ETH)                                                        | Kenji Kimihara (JPN)                                                   | Mike Ryan (NZL)                                                                        |
| 110 m haies       | Willie Davenport (USA)                                                  | Ervin Hall (USA)                                                       | Eddy Ottoz (ITA)                                                                       |
| 400 m haies       | David Hemery (GBR)                                                      | Gerhard Hennige (RFA)                                                  | John Sherwood (GBR)                                                                    |
| 3 000 m steeple   | Amos Biwott (KEN)                                                       | Benjamin Kogo (KEN)                                                    | George Young (USA)                                                                     |
| Relais 4 × 100 m  | États-Unis Charles Greene Jim Hines Melvin Pender Ronnie Ray Smith      | Cuba Enrique Figuerola Pablo Montes Juan Morales Hermes Ramírez        | France Roger Bambuck Jocelyn Delecour Gérard Fenouil Claude Piquemal                   |
| Relais 4 × 400 m  | États-Unis Lee Evans Ron Freeman Larry James Vincent Matthews           | Kenya Charles Asati Naftali Bon Hezahiah Nyamau Daniel Rudisha         | Allemagne de l'Ouest Gerhard Hennige Martin Jellinghaus Manfred Kinder Helmar Müller   |
| 20 km marche      | Volodymyr Holubnychy (URS)                                              | José Pedraza Zúñiga (MEX)                                              | Mykola Smaha (URS)                                                                     |
| 50 km marche      | Christoph Höhne (RDA)                                                   | Antal Kiss (HUN)                                                       | Larry Young (USA)                                                                      |
| Saut en hauteur   | Dick Fosbury (USA)                                                      | Ed Caruthers (USA)                                                     | Valentin Gavrilov (URS)                                                                |
| Saut en longueur  | Bob Beamon (USA)                                                        | Klaus Beer (RDA)                                                       | Ralph Boston (USA)                                                                     |
| Saut à la perche  | Bob Seagren (USA)                                                       | Claus Schiprowski (RFA)                                                | Wolfgang Nordwig (RDA)                                                                 |
| Triple saut       | Viktor Saneïev (URS)                                                    | Nelson Prudêncio (BRA)                                                 | Giuseppe Gentile (ITA)                                                                 |
| Lancer du poids   | Randy Matson (USA)                                                      | George Woods (USA)                                                     | Eduard Gushchin (URS)                                                                  |
| Lancer du disque  | Al Oerter (USA)                                                         | Lothar Milde (RDA)                                                     | Ludvík Daněk (TCH)                                                                     |
| Lancer du marteau | Gyula Zsivótzky (HUN)                                                   | Romuald Klim (URS)                                                     | Lázár Lovász (HUN)                                                                     |
| Lancer du javelot | Jānis Lūsis (URS)                                                       | Jorma Kinnunen (FIN)                                                   | Gergely Kulcsár (HUN)                                                                  |
| Décathlon         | Bill Toomey (USA)                                                       | Hans-Joachim Walde (RFA)                                               | Kurt Bendlin (RFA)                                                                     |
| Femmes            |                                                                         |                                                                        |                                                                                        |
| 100 m             | Wyomia Tyus (USA)                                                       | Barbara Ferrell (USA)                                                  | Irena Szewińska (POL)                                                                  |
| 200 m             | Irena Szewińska (POL)                                                   | Raelene Boyle (AUS)                                                    | Jenny Lamy (AUS)                                                                       |
| 400 m             | Colette Besson (FRA)                                                    | Lillian Board (GBR)                                                    | Nataliya Pechenkina (URS)                                                              |
| 800 m             | Madeline Manning (USA)                                                  | Ilona Silai (ROU)                                                      | Maria Gommers (NED)                                                                    |
| 80 m haies        | Maureen Caird (AUS)                                                     | Pam Kilborn (AUS)                                                      | Chi Cheng (TPE)                                                                        |
| Relais 4 × 100 m  | États-Unis Margaret Bailes Barbara Ferrell Mildrette Netter Wyomia Tyus | Cuba Miguelina Cobián Marlene Elejalde Violeta Quesada Fulgencia Romay | Union soviétique Galina Bukharina Lyudmila Maslakova Vera Popkova Lyudmila Samotyosova |
| Saut en hauteur   | Miloslava Rezková (TCH)                                                 | Antonina Okorokova (URS)                                               | Valentina Kozyr (URS)                                                                  |
| Saut en longueur  | Viorica Viscopoleanu (ROU)                                              | Sheila Sherwood (GBR)                                                  | Tatyana Talysheva (URS)                                                                |
| Lancer du poids   | Margitta Gummel (RDA)                                                   | Marita Lange (RDA)                                                     | Nadezhda Chizhova (URS)                                                                |
| Lancer du disque  | Lia Manoliu (ROU)                                                       | Liesel Westermann (RFA)                                                | Jolán Kleiber (HUN)                                                                    |
| Lancer du javelot | Angéla Németh (HUN)                                                     | Mihaela Peneș (ROU)                                                    | Eva Janko (AUT)                                                                        |
| Pentathlon        | Ingrid Mickler-Becker (RFA)                                             | Liese Prokop (AUT)                                                     | Annamária Tóth (HUN)                                                                   |

## Aviron
| Épreuves            | Or | Argent | Bronze |
| ------------------- | --- | --- | --- |
| Hommes              | | | |
| Skiff               | Jan Wienese (NED) | Jochen Meißner (RFA) | Alberto Demiddi (ARG) |
| Deux de couple      | Union soviétique Anatoliy Sass Aleksandr Timoshinin | Pays-Bas Harry Droog Leendert van Dis                                                                                   | États-Unis Bill Maher John Nunn |
| Deux sans barreur   | Allemagne de l'Est Heinz-Jörg Bothe Jörg Lucke | États-Unis Lawrence Hough Philip Johnson                                                                                | Danemark Peter Christiansen Ib Larsen |
| Quatre sans barreur | Allemagne de l'Est Frank Forberger Dieter Grahn Frank Rühle Dieter Schubert                                                                                   | Hongrie József Csermely Antal Melis Zoltán Melis György Sarlós                                                          | Italie Abramo Albini Tullio Baraglia Renato Bosatta Pier Angelo Conti Manzini |
| Deux avec barreur   | Italie Primo Baran Bruno Cipolla Renzo Sambo | Pays-Bas Roderick Rijnders Herman Suselbeek Hadriaan van Nes                                                            | Danemark Harry Jørgensen Jørn Krab Preben Krab |
| Quatre avec barreur | Nouvelle-Zélande Warren Cole Ross Collinge Simon Dickie Richard Joyce Dudley Storey                                                                           | Allemagne de l'Est Manfred Gelpke Roland Göbler Klaus Jacon Peter Kremtz Dieter Semetzky                                | Suisse Peter Bolliger Gottlieb Fröhlich Jakob Grob Denis Oswald Hugo Waser |
| Huit                | Allemagne de l'Est Rüdiger Henning Egbert Hirschfelder Wolfgang Hottenrott Horst Mayer Nikolaus Ott Dirk Schreyer Jörg Siebert Günther Thiersch Lutz Ulbricht | Australie Peter Dickson David Douglas Alf Duval Joe Fazio Alan Grover Michael Morgan Gary Pearce John Ranch Bob Shirlaw | Union soviétique Antanas Bagdonavičius Vitautas Bredis Iozas Iouguelavitchïous Zigmas Jukna Valentin Kravtchouk Yuriy Lorentsson Aleksandr Martychkin Viktor Souslin Volodymyr Sterlyk |

## Basket-ball
| Épreuves         | Or | Argent | Bronze |
| ---------------- | --- | --- | --- |
| Tournoi masculin | États-Unis Mike Barrett John Clawson Don Dee Calvin Fowler Spencer Haywood Bill Hosket James King Glynn Saulters Charlie Scott Mike Silliman Ken Spain Jo Jo White | Yougoslavie Dragutin Čermak Krešimir Ćosić Vladimir Cvetković Ivo Daneu Radivoj Korać Zoran Marojević Nikola Plećaš Trajko Rajković Dragoslav Ražnatović Petar Skansi Damir Šolman Aljoša Žorga | Union soviétique Vladimir Andreev Sergueï Belov Vadim Kapranov Sergei Kovalenko Anatoli Krikun Jaak Lipso Modestas Paulauskas Anatoliy Polyvoda Zurab Sakandelidze Yuri Selikhov Priit Tomson Gennadi Volnov |

## Boxe
| Épreuves                            | Or                        | Argent                    | Bronze                     |
| ----------------------------------- | ------------------------- | ------------------------- | -------------------------- |
| Hommes                              |                           |                           |                            |
| Poids mi-mouches Moins de 48 kg     | Francisco Rodríguez (VEN) | Jee Yong-ju (KOR)         | Harlan Marbley (USA)       |
| Poids mi-mouches Moins de 48 kg     | Francisco Rodríguez (VEN) | Jee Yong-ju (KOR)         | Hubert Skrzypczak (POL)    |
| Poids mouches Moins de 51 kg        | Ricardo Delgado (MEX)     | Artur Olech (POL)         | Servílio de Oliveira (BRA) |
| Poids mouches Moins de 51 kg        | Ricardo Delgado (MEX)     | Artur Olech (POL)         | Leo Rwabwogo (UGA)         |
| Poids coqs Moins de 54 kg           | Valerian Sokolov (URS)    | Eridadi Mukwanga (UGA)    | Chang Kyou-chul (KOR)      |
| Poids coqs Moins de 54 kg           | Valerian Sokolov (URS)    | Eridadi Mukwanga (UGA)    | Eiji Morioka (JPN)         |
| Poids plumes Moins de 57 kg         | Antonio Roldán (MEX)      | Al Robinson (USA)         | Ivan Michailov (BUL)       |
| Poids plumes Moins de 57 kg         | Antonio Roldán (MEX)      | Al Robinson (USA)         | Philip Waruinge (KEN)      |
| Poids légers Moins de 60 kg         | Ronnie Harris (USA)       | Józef Grudzień (POL)      | Calistrat Cutov (ROU)      |
| Poids légers Moins de 60 kg         | Ronnie Harris (USA)       | Józef Grudzień (POL)      | Zvonimir Vujin (YUG)       |
| Poids super-légers Moins de 63,5 kg | Jerzy Kulej (POL)         | Enrique Regüeiferos (CUB) | Arto Nilsson (FIN)         |
| Poids super-légers Moins de 63,5 kg | Jerzy Kulej (POL)         | Enrique Regüeiferos (CUB) | James Wallington (USA)     |
| Poids welters Moins de 67 kg        | Manfred Wolke (RDA)       | Joseph Bessala (CMR)      | Mario Guilloti (ARG)       |
| Poids welters Moins de 67 kg        | Manfred Wolke (RDA)       | Joseph Bessala (CMR)      | Vladimir Musalimov (URS)   |
| Poids super-welters Moins de 71 kg  | Boris Lagutin (URS)       | Rolando Garbey (CUB)      | John Lee Baldwin (USA)     |
| Poids super-welters Moins de 71 kg  | Boris Lagutin (URS)       | Rolando Garbey (CUB)      | Günther Meier (RFA)        |
| Poids moyens Moins de 75 kg         | Chris Finnegan (GBR)      | Aleksey Kisselyov (URS)   | Al Jones (USA)             |
| Poids moyens Moins de 75 kg         | Chris Finnegan (GBR)      | Aleksey Kisselyov (URS)   | Agustín Zaragoza (MEX)     |
| Poids mi-lourds Moins de 81 kg      | Danas Pozniakas (URS)     | Ion Monea (ROU)           | Stanisław Dragan (POL)     |
| Poids mi-lourds Moins de 81 kg      | Danas Pozniakas (URS)     | Ion Monea (ROU)           | Georgi Stankov (BUL)       |
| Poids lourds Plus de 81 kg          | George Foreman (USA)      | Ionas Chepulis (URS)      | Giorgio Bambini (ITA)      |
| Poids lourds Plus de 81 kg          | George Foreman (USA)      | Ionas Chepulis (URS)      | Joaquín Rocha (MEX)        |

## Canoë-kayak

### Course en ligne
| Épreuves   | Or                                                          | Argent                                                                | Bronze                                                             |
| ---------- | ----------------------------------------------------------- | --------------------------------------------------------------------- | ------------------------------------------------------------------ |
| Hommes     |                                                             |                                                                       |                                                                    |
| C1 1 000 m | Tibor Tatai (HUN)                                           | Detlef Lewe (RFA)                                                     | Vitali Galkov (URS)                                                |
| C2 1 000 m | Roumanie Serghei Covaliov Ivan Patzaichin                   | Hongrie Gyula Petrikovics Tamás Wichmann                              | Union soviétique Naum Prokupets Mikhail Zamotin                    |
| K1 1 000 m | Mihály Hesz (HUN)                                           | Aleksandr Chaparenko (URS)                                            | Erik Hansen (DEN)                                                  |
| K2 1 000 m | Union soviétique Aleksandr Chaparenko Vladimir Morozov      | Hongrie Csaba Giczy István Timár                                      | Autriche Günther Pfaff Gerhard Seibold                             |
| K4 1 000 m | Norvège Steinar Amundsen Tore Berger Jan Johansen Egil Søby | Roumanie Anton Calenic Dimitrie Ivanov Haralambie Ivanov Mihai Ţurcaş | Hongrie Istvan Csizmadia Csaba Giczy Imre Szöllősi István Timár    |
| Femmes     |                                                             |                                                                       |                                                                    |
| K1 500 m   | Lioudmila Khvedossiouk-Pinaïeva (URS)                       | Renate Breuer-Dukat (RFA)                                             | Viorica Dumitru (ROU)                                              |
| K2 500 m   | Allemagne de l'Ouest Roswitha Esser Annemarie Zimmermann    | Hongrie Anna Pfeffer Katalin Sagi-Rozsnyoi                            | Union soviétique Lioudmila Khvedossiouk-Pinaïeva Antonina Seredina |

## Cyclisme

### Piste
| Épreuves               | Or                                                                           | Argent                                                                                       | Bronze                                                                                 |
| ---------------------- | ---------------------------------------------------------------------------- | -------------------------------------------------------------------------------------------- | -------------------------------------------------------------------------------------- |
| Hommes                 |                                                                              |                                                                                              |                                                                                        |
| Kilomètre              | Pierre Trentin (FRA)                                                         | Niels Fredborg (DEN)                                                                         | Janusz Kierzkowski (POL)                                                               |
| Vitesse individuelle   | Daniel Morelon (FRA)                                                         | Giordano Turrini (ITA)                                                                       | Pierre Trentin (FRA)                                                                   |
| Tandem                 | France Daniel Morelon Pierre Trentin                                         | Pays-Bas Jan Jansen Leijn Loevesijn                                                          | Belgique Daniel Goens Robert Van Lancker                                               |
| Poursuite individuelle | Daniel Rebillard (FRA)                                                       | Mogens Frey (DEN)                                                                            | Xaver Kurmann (SUI)                                                                    |
| Poursuite par équipes  | Danemark Gunnar Asmussen Mogens Frey Per Lyngemark Reno Olsen Peder Pedersen | Allemagne de l'Ouest Udo Hempel Karl-Heinz Henrichs Jürgen Kissner Karl Link Rainer Podlesch | Italie Lorenzo Bosisio Cipriano Chemello Giorgio Morbiato Gino Pancino Luigi Roncaglia |

### Route
| Épreuves                     | Or                                                               | Argent                                                                   | Bronze                                                                         |
| ---------------------------- | ---------------------------------------------------------------- | ------------------------------------------------------------------------ | ------------------------------------------------------------------------------ |
| Hommes                       |                                                                  |                                                                          |                                                                                |
| Course en ligne              | Pierfranco Vianelli (ITA)                                        | Leif Mortensen (DEN)                                                     | Gösta Pettersson (SWE)                                                         |
| Contre-la-montre par équipes | Pays-Bas Fedor den Hertog Jan Krekels René Pijnen Joop Zoetemelk | Suède Erik Pettersson Gösta Pettersson Sture Pettersson Tomas Pettersson | Italie Giovanni Bramucci Vittorio Marcelli Mauro Simonetti Pierfranco Vianelli |

## Équitation
| Épreuves                     | Or | Argent                                                                                                | Bronze |
| ---------------------------- | --- | --- | --- |
| Concours complet individuel  | Jean-Jacques Guyon (FRA) sur Pitou                                                                       | Derek Allhusen (GBR) sur Lochinvar                                                                    | Michael Page (USA) sur Foster                                                                                       |
| Concours complet par équipes | Grande-Bretagne Derek Allhusen sur Lochinvar Reuben Jones sur The Poacher Richard Meade sur Cornishman V | États-Unis Michael Page sur Foster John Michael Plumb sur Plain Sailing James C. Wofford sur Kilkenny | Australie Brien Cobcroft sur Depeche Bill Roycroft sur Warrathoola Wayne Roycroft sur Zhivago                       |
| Dressage individuel          | Ivan Kizimov (URS) sur Ikhor                                                                             | Josef Neckermann (RFA) sur Mariano                                                                    | Reiner Klimke (RFA) sur Dux                                                                                         |
| Dressage par équipes         | Allemagne de l'Ouest Reiner Klimke sur Dux Liselott Linsenhoff sur Piaff Josef Neckermann sur Mariano    | Union soviétique Ivan Kalita sur Absent Ivan Kizimov sur Ikhor Yelena Petushkova sur Pepel            | Suisse Henri Chammartin sur Wolfdietrich Gustav Fischer sur Wald Marianne Gossweiler sur Stephan                    |
| Saut d'obstacles individuel  | William Steinkraus (USA) sur Snowbound                                                                   | Marion Coakes (GBR) sur Stroller                                                                      | David Broome (GBR) sur Mr. Softee                                                                                   |
| Saut d'obstacles par équipes | Canada James Day sur Canadian Club Jim Elder sur The Immigrant Thomas Gayford sur Big Dee                | France Pierre Jonquères d'Oriola sur Nagir Janou Lefèbvre sur Rocket Marcel Rozier sur Quo Vadis      | Allemagne de l'Ouest Alwin Schockemöhle sur Donald Rex Hermann Schridde sur Dozent II Hans Günter Winkler sur Enigk |

## Escrime
| Épreuves            | Or | Argent                                                                                               | Bronze                                                                                             |
| ------------------- | --- | --- | -------------------------------------------------------------------------------------------------- |
| Hommes              | | | |
| Épée individuelle   | Győző Kulcsár (HUN) | Hryhoriy Kriss (URS)                                                                                 | Gianluigi Saccaro (ITA)                                                                            |
| Épée par équipes    | Hongrie Csaba Fenyvesi Győző Kulcsár Pál Nagy Zoltán Nemere Pál Schmitt                                                  | Union soviétique Hryhoriy Kriss Viktor Modzalevsky Alexei Nikantchikov Yury Smolyakov Iosif Vitebsky | Pologne Bohdan Andrzejewski Kazimierz Barburski Michał Butkiewicz Bohdan Gonsior Henryk Nielaba    |
| Fleuret individuel  | Ion Drîmbă (ROU) | Jenő Kamuti (HUN)                                                                                    | Daniel Revenu (FRA)                                                                                |
| Fleuret par équipes | France Gilles Berolatti Jacques Dimont Jean-Claude Magnan Christian Noël Daniel Revenu                                   | Union soviétique Iouri Charov Viktor Putyatin Iouri Sissikine Vassili Stankovich German Sveshnikov   | Pologne Egon Franke Adam Lisewski Ryszard Parulski Zbigniew Skrudlik Witold Woyda                  |
| Sabre individuel    | Jerzy Pawłowski (POL) | Mark Rakita (URS)                                                                                    | Tibor Pézsa (HUN)                                                                                  |
| Sabre par équipes   | Union soviétique Umyar Mavlikhanov Vladimir Nazlymov Mark Rakita Viktor Sidyak Edouard Vinokurov                         | Italie Wladimiro Calarese Pierluigi Chicca Michele Maffei Rolando Rigoli Cesare Salvadori            | Pologne Péter Bakonyi János Kalmár Tamás Kovács Miklós Meszéna Tibor Pézsa                         |
| Femmes              | | | |
| Fleuret individuel  | Elena Novikova-Belova (URS)                                                                                              | Pilar Roldán (MEX)                                                                                   | Ildikó Rejtő (HUN)                                                                                 |
| Fleuret par équipes | Union soviétique Galina Gorokhova Elena Novikova-Belova Tatyana Petrenko-Samusenko Svetlana Tširkova Aleksandra Zabelina | Hongrie Ildikó Bóbis Lídia Dömölky Mária Gulácsy Paula Marosi Ildikó Rejtő                           | Roumanie Ana Dersidan-Ene-Pascu Ileana Gyulai-Drîmbă Olga Orbán Ecaterina Stahl-Iencic Maria Vicol |

## Football
| Épreuves         | Or | Argent | Bronze |
| ---------------- | --- | --- | --- |
| Tournoi masculin | Hongrie István Básti Antal Dunai Lajos Dunai Károly Fatér László Fazekas István Juhász László Keglovich Lajos Kocsis Iván Menczel László Nagy Ernő Noskó Dezső Novák Miklós Páncsics István Sárközi Miklós Szalay Zoltán Szarka Lajos Szűcs | Bulgarie Tsvetan Veselinov Yancho Dimitrov Asparuh Nikodimov Milko Gaydarski Ivaylo Georgiev Atanas Gerov Mihail Gyonin Georgi Hristakiev Atanas Mikhaïlov Kiril Stankov Georgi Tsvetkov Kiril Ivkov Petar Jekov Todor Krastev Georgi Vasilev Evgeni Yanchovski Stoyan Yordanov Ivan Zafirov | Japon Masahiro Hamazaki Kunishige Kamamoto Mitsuo Kamata Hiroshi Katayama Yasuyuki Kuwahara Ikuo Matsumoto Masakatsu Miyamoto Teruki Miyamoto Takaji Mori Aritatsu Ogi Ryuichi Sugiyama Ryozo Suzuki Kiyoshi Tomizawa Masashi Watanabe Shigeo Yaegashi Yoshitada Yamaguchi Kenzō Yokoyama Eizo Yuguchi |

## Gymnastique
| Épreuves                    | Or | Argent | Bronze |
| --------------------------- | --- | --- | --- |
| Hommes                      | | | |
| Concours par équipes        | Japon Yukio Endō Sawao Katō Takeshi Katō Eizō Kenmotsu Akinori Nakayama Mitsuo Tsukahara                              | Union soviétique Sergei Diomidov Valery Ilyinykh Valery Karasyov Vladimir Klimenko Viktor Lisitsky Mikhail Voronin      | Allemagne de l'Est Günter Beier Matthias Brehme Gerhard Dietrich Siegfried Fülle Klaus Köste Peter Weber     |
| Concours général individuel | Sawao Katō (JPN) | Mikhail Voronin (URS)                                                                                                   | Akinori Nakayama (JPN)                                                                                       |
| Anneaux                     | Akinori Nakayama (JPN)                                                                                                | Mikhail Voronin (URS)                                                                                                   | Sawao Katō (JPN)                                                                                             |
| Barre fixe                  | Mikhail Voronin (URS)                                                                                                 | Akinori Nakayama (JPN)                                                                                                  | Eizō Kenmotsu (JPN)                                                                                          |
| Barres parallèles           | Akinori Nakayama (JPN)                                                                                                | Mikhail Voronin (URS)                                                                                                   | Vladimir Klimenko (URS)                                                                                      |
| Cheval d'arçon              | Miroslav Cerar (YUG)                                                                                                  | Olli Laiho (FIN) | Mikhail Voronin (URS)                                                                                        |
| Saut de cheval              | Mikhail Voronin (URS)                                                                                                 | Yukio Endō (JPN) | Sergei Diomidov (URS)                                                                                        |
| Sol                         | Sawao Katō (JPN) | Akinori Nakayama (JPN)                                                                                                  | Takeshi Katō (JPN)                                                                                           |
| Femmes                      | | | |
| Concours par équipes        | Union soviétique Lyubov Burda Olga Karasyova Natalia Kuchinskaya Larissa Petrik Lyudmila Turishcheva Zinaida Voronina | Tchécoslovaquie Věra Čáslavská Marianna Krajčírová Jana Kubičková Hana Lišková Bohumila Řimnáčová Miroslava Skleničková | Allemagne de l'Est Maritta Bauerschmidt Karin Janz Marianne Noack Magdalena Schmidt Ute Starke Erika Zuchold |
| Concours général individuel | Věra Čáslavská (TCH)                                                                                                  | Zinaida Voronina (URS)                                                                                                  | Natalia Kuchinskaya (URS)                                                                                    |
| Barres asymétriques         | Věra Čáslavská (TCH)                                                                                                  | Karin Janz (RDA) | Zinaida Voronina (URS)                                                                                       |
| Poutre                      | Natalia Kuchinskaya (URS)                                                                                             | Věra Čáslavská (TCH) | Larissa Petrik (URS)                                                                                         |
| Saut de cheval              | Věra Čáslavská (TCH)                                                                                                  | Erika Zuchold (RDA) | Zinaida Voronina (URS)                                                                                       |
| Sol                         | Věra Čáslavská (TCH) Larissa Petrik (URS)                                                                             | | Natalia Kuchinskaya (URS)                                                                                    |

## Haltérophilie
| Épreuves         | Or                         | Argent                 | Bronze                 |
| ---------------- | -------------------------- | ---------------------- | ---------------------- |
| Hommes           |                            |                        |                        |
| Moins de 56 kg   | Mohammad Nassiri (IRI)     | Imre Földi (HUN)       | Henryk Trębicki (POL)  |
| Moins de 60 kg   | Yoshinobu Miyake (JPN)     | Dito Shanidze (URS)    | Yoshiyuki Miyake (JPN) |
| Moins de 67,5 kg | Waldemar Baszanowski (POL) | Parviz Jalayer (IRI)   | Marian Zieliński (POL) |
| Moins de 75 kg   | Viktor Kurentsov (URS)     | Masashi Ohuchi (JPN)   | Károly Bakos (HUN)     |
| Moins de 82,5 kg | Boris Selitsky (URS)       | Vladimir Belyaev (URS) | Norbert Ozimek (POL)   |
| Moins de 90 kg   | Kaarlo Kangasniemi (FIN)   | Jaan Talts (URS)       | Marek Gołąb (POL)      |
| Plus de 90 kg    | Leonid Zhabotinsky (URS)   | Serge Reding (BEL)     | Joseph Dube (USA)      |

## Hockey sur gazon
| Épreuves         | Or | Argent | Bronze |
| ---------------- | --- | --- | --- |
| Tournoi masculin | Pakistan Ashfaq Ahmed Riaz Ahmed Gulraiz Akhtar Saeed Anwar Muhammad Asad Malik Tariq Aziz Jahangir Butt Tanvir Dar Zakir Hussain Khalid Mahmood Tariq Niazi Abdul Rashid Jr. Riaz ud-Din | Australie Paul Dearing Raymond Evans Brian Glencross Robert Haigh Donald Martin James Mason Patrick Nilan Eric Pearce Gordon Pearce Julian Pearce Desmond Piper Fred Quine Ronald Riley Donald Smart | Inde Rajendra Christy Krishnamurty Perumal Victor John Peter Inam-ur Rahman Munir Sait Ajitpal Singh Balbir Singh Gogi Singh Gurbux Singh Harbinder Singh Harmik Singh Jagjit Singh Prithipal Singh Tarsem Singh |

## Lutte

### Gréco-romaine
| Épreuves       | Or                    | Argent                  | Bronze                     |
| -------------- | --------------------- | ----------------------- | -------------------------- |
| Hommes         |                       |                         |                            |
| Moins de 52 kg | Petar Kirov (BUL)     | Vladimir Bakulin (URS)  | Miroslav Zeman (TCH)       |
| Moins de 57 kg | János Varga (HUN)     | Ion Baciu (ROU)         | Ivan Kochergin (URS)       |
| Moins de 63 kg | Roman Rurua (URS)     | Hideo Fujimoto (JPN)    | Simion Popescu (ROU)       |
| Moins de 70 kg | Muneji Munemura (JPN) | Stevan Harvat (YUG)     | Pétros Galaktópoulos (GRE) |
| Moins de 78 kg | Rudolf Vesper (RDA)   | Daniel Robin (FRA)      | Károly Bajkó (HUN)         |
| Moins de 87 kg | Lothar Metz (RDA)     | Valentin Olenik (URS)   | Branislav Simić (YUG)      |
| Moins de 97 kg | Boyan Radev (BUL)     | Nikolai Yakovenko (URS) | Nicolae Martinescu (ROU)   |
| Plus de 97 kg  | István Kozma (HUN)    | Anatoly Roshchin (URS)  | Petr Kment (TCH)           |

### Libre
| Épreuves       | Or                     | Argent                   | Bronze                         |
| -------------- | ---------------------- | ------------------------ | ------------------------------ |
| Hommes         |                        |                          |                                |
| Moins de 52 kg | Shigeo Nakata (JPN)    | Richard Sanders (USA)    | Surenjav Sukhbaatar (MGL)      |
| Moins de 57 kg | Yojiro Uetake (JPN)    | Donald Behm (USA)        | Aboutaleb Talebi (IRI)         |
| Moins de 63 kg | Masaaki Kaneko (JPN)   | Enyu Todorov (BUL)       | Shamseddin Seyed-Abbassi (IRI) |
| Moins de 70 kg | Abdollah Movahed (IRI) | Enyu Valchev (BUL)       | Sereeter Danzandarjaa (MGL)    |
| Moins de 78 kg | Mahmut Atalay (TUR)    | Daniel Robin (FRA)       | Dagvasuren Purev (MGL)         |
| Moins de 87 kg | Boris Gurevich (URS)   | Jigjidiin Mönkhbat (MGL) | Prodan Gardzhev (BUL)          |
| Moins de 97 kg | Ahmet Ayik (TUR)       | Shota Lomidze (URS)      | József Csatári (HUN)           |
| Plus de 97 kg  | Aleksandr Medved (URS) | Osman Duraliev (BUL)     | Wilfried Dietrich (RFA)        |

## Natation
| Épreuves                    | Or                                                                    | Argent                                                                               | Bronze                                                                              |
| --------------------------- | --------------------------------------------------------------------- | ------------------------------------------------------------------------------------ | ----------------------------------------------------------------------------------- |
| Hommes                      |                                                                       |                                                                                      |                                                                                     |
| 100 m nage libre            | Michael Wenden (AUS)                                                  | Kenneth Walsh (USA)                                                                  | Mark Spitz (USA)                                                                    |
| 200 m nage libre            | Michael Wenden (AUS)                                                  | Don Schollander (USA)                                                                | John Nelson (USA)                                                                   |
| 400 m nage libre            | Mike Burton (USA)                                                     | Ralph Hutton (CAN)                                                                   | Alain Mosconi (FRA)                                                                 |
| 1 500 m nage libre          | Mike Burton (USA)                                                     | John Kinsella (USA)                                                                  | Greg Brough (AUS)                                                                   |
| 100 m dos                   | Roland Matthes (RDA)                                                  | Charles Hickcox (USA)                                                                | Ronnie Mills (USA)                                                                  |
| 200 m dos                   | Roland Matthes (RDA)                                                  | Mitchell Ivey (USA)                                                                  | Jack Horsley (USA)                                                                  |
| 100 m brasse                | Don McKenzie (USA)                                                    | Vladimir Kosinsky (URS)                                                              | Nikolai Pankin (URS)                                                                |
| 200 m brasse                | Felipe Muñoz (MEX)                                                    | Vladimir Kosinsky (URS)                                                              | Brian Job (USA)                                                                     |
| 100 m papillon              | Douglas Russell (USA)                                                 | Mark Spitz (USA)                                                                     | Ross Wales (USA)                                                                    |
| 200 m papillon              | Carl Robie (USA)                                                      | Martyn Woodroffe (GBR)                                                               | John Ferris (USA)                                                                   |
| 200 m 4 nages               | Charles Hickcox (USA)                                                 | Greg Buckingham (USA)                                                                | John Ferris (USA)                                                                   |
| 400 m 4 nages               | Charles Hickcox (USA)                                                 | Gary Hall Sr. (USA)                                                                  | Michael Holthaus (RFA)                                                              |
| Relais 4 × 100 m nage libre | États-Unis Stephen Rerych Mark Spitz Kenneth Walsh Zachary Zorn       | Union soviétique Semyon Belits-Geiman Leonid Ilyichev Georgiy Kulikov Viktor Mazanov | Australie Robert Cusack Greg Rogers Michael Wenden Bob Windle                       |
| Relais 4 × 200 m nage libre | États-Unis John Nelson Stephen Rerych Don Schollander Mark Spitz      | Australie Greg Rogers Michael Wenden Graham White Bob Windle                         | Union soviétique Semyon Belits-Geiman Vladimir Bure Leonid Ilyichev Georgiy Kulikov |
| Relais 4 × 100 m 4 nages    | États-Unis Charles Hickcox Don McKenzie Douglas Russell Kenneth Walsh | Allemagne de l'Est Horst-Günther Gregor Egon Henninger Roland Matthes Frank Wiegand  | Union soviétique Yuriy Gromak Leonid Ilyichev Vladimir Kosinsky Volodymyr Nemshilov |
| Femmes                      |                                                                       |                                                                                      |                                                                                     |
| 100 m nage libre            | Jan Henne (USA)                                                       | Susan Pedersen (USA)                                                                 | Linda Gustavson (USA)                                                               |
| 200 m nage libre            | Debbie Meyer (USA)                                                    | Jan Henne (USA)                                                                      | Jane Barkman (USA)                                                                  |
| 400 m nage libre            | Debbie Meyer (USA)                                                    | Linda Gustavson (USA)                                                                | Karen Moras (AUS)                                                                   |
| 800 m nage libre            | Debbie Meyer (USA)                                                    | Pamela Kruse (USA)                                                                   | María Teresa Ramírez (MEX)                                                          |
| 100 m dos                   | Kaye Hall (USA)                                                       | Elaine Tanner (CAN)                                                                  | Jane Swagerty (USA)                                                                 |
| 200 m dos                   | Lillian Watson (USA)                                                  | Elaine Tanner (CAN)                                                                  | Kaye Hall (USA)                                                                     |
| 100 m brasse                | Đurđica Bjedov (YUG)                                                  | Galina Prozoumenchtchikova (URS)                                                     | Sharon Wichman (USA)                                                                |
| 200 m brasse                | Sharon Wichman (USA)                                                  | Đurđica Bjedov (YUG)                                                                 | Galina Prozoumenchtchikova (URS)                                                    |
| 100 m papillon              | Lyn McClements (AUS)                                                  | Ellie Daniel (USA)                                                                   | Susan Shields (USA)                                                                 |
| 200 m papillon              | Ada Kok (NED)                                                         | Helga Lindner (RDA)                                                                  | Ellie Daniel (USA)                                                                  |
| 200 m 4 nages               | Claudia Kolb (USA)                                                    | Susan Pedersen (USA)                                                                 | Jan Henne (USA)                                                                     |
| 400 m 4 nages               | Claudia Kolb (USA)                                                    | Lynn Vidali (USA)                                                                    | Sabine Steinbach (RDA)                                                              |
| Relais 4 × 100 m nage libre | États-Unis Jane Barkman Linda Gustavson Jan Henne Susan Pedersen      | Allemagne de l'Est Martina Grunert Roswitha Krause Uta Schmuck Gabriele Wetzko       | Canada Marilyn Corson Angela Coughlan Marion Lay Elaine Tanner                      |
| Relais 4 × 100 m 4 nages    | États-Unis Catie Ball Ellie Daniel Kaye Hall Susan Pedersen           | Australie Lyn McClements Judy Playfair Janet Steinbeck Lynette Watson                | Allemagne de l'Ouest Uta Frommater Heike Hustede Angelika Kraus Heidemarie Reineck  |

## Pentathlon moderne
| Épreuves   | Or                                             | Argent                                                          | Bronze                                                            |
| ---------- | ---------------------------------------------- | --------------------------------------------------------------- | ----------------------------------------------------------------- |
| Hommes     |                                                |                                                                 |                                                                   |
| Individuel | Björn Ferm (SWE)                               | András Balczó (HUN)                                             | Pavel Lednev (URS)                                                |
| Par équipe | Hongrie András Balczó István Móna Ferenc Török | Union soviétique Pavel Lednev Boris Onishchenko Stasys Šaparnis | France Jean-Pierre Giudicelli Raoul-Pierre Guéguen Lucien Guiguet |

## Plongeon
| Épreuves        | Or                      | Argent                 | Bronze                 |
| --------------- | ----------------------- | ---------------------- | ---------------------- |
| Hommes          |                         |                        |                        |
| Tremplin à 3 m  | Bernard Wrightson (USA) | Klaus Dibiasi (ITA)    | James Henry (USA)      |
| Haut-vol à 10 m | Klaus Dibiasi (ITA)     | Álvaro Gaxiola (MEX)   | Edwin Young (USA)      |
| Femmes          |                         |                        |                        |
| Tremplin à 3 m  | Susanne Gossick (USA)   | Tamara Pogozheva (URS) | Keala O'Sullivan (USA) |
| Haut-vol à 10 m | Milena Duchková (TCH)   | Natalia Lobanova (URS) | Ann Peterson (USA)     |

## Tir
| Épreuves                     | Or                    | Argent                 | Bronze                    |
| ---------------------------- | --------------------- | ---------------------- | ------------------------- |
| Mixte                        |                       |                        |                           |
| Carabine à 50 m 3 positions  | Bernd Klingner (RFA)  | John Writer (USA)      | Vitaly Parkhimovich (URS) |
| Carabine à 300 m 3 positions | Gary Anderson (USA)   | Valentin Kornev (URS)  | Kurt Müller (SUI)         |
| Carabine à 50 m tir couché   | Jan Kurka (TCH)       | László Hammerl (HUN)   | Ian Ballinger (NZL)       |
| Pistolet à 25 m tir rapide   | Józef Zapędzki (POL)  | Marcel Roșca (ROU)     | Renart Suleimanov (URS)   |
| Pistolet à 50 m              | Grigory Kosykh (URS)  | Heinz Mertel (RFA)     | Harald Vollmar (RDA)      |
| Skeet                        | Yevgeni Petrov (URS)  | Romano Garagnani (ITA) | Konrad Wirnhier (RFA)     |
| Trap                         | Bob Braithwaite (GBR) | Thomas Garrigus (USA)  | Kurt Czekalla (RDA)       |

## Voile
| Épreuves        | Or                                                         | Argent                                            | Bronze                                                           |
| --------------- | ---------------------------------------------------------- | ------------------------------------------------- | ---------------------------------------------------------------- |
| Hommes          |                                                            |                                                   |                                                                  |
| 5,5 mètres JI   | Suède Jörgen Sundelin Peter Sundelin Ulf Sundelin          | Suisse Bernard Dunand Louis Noverraz Marcel Stern | Grande-Bretagne Robin Aisher Paul Anderson Adrian Jardine        |
| Dragon          | États-Unis George Friedrichs Barton Jahncke Gerald Schreck | Danemark Aage Birch Poul Jensen Niels Markussen   | Allemagne de l'Est Paul Borowski Karl-Heinz Thun Konrad Weichert |
| Finn            | Valentin Mankin (URS)                                      | Hubert Raudaschl (AUT)                            | Fabio Albarelli (ITA)                                            |
| Flying Dutchman | Grande-Bretagne Iain MacDonald-Smith Rodney Pattisson      | Allemagne de l'Ouest Ullrich Libor Peter Naumann  | Brésil Reinaldo Conrad Burkhard Cordes                           |
| Star            | États-Unis Peter Barrett Lowell North                      | Norvège Peder Lunde, Jr. Per-Olav Wiken           | Italie Franco Cavallo Camillo Gargano                            |

## Volley-ball
| Épreuves         | Or | Argent | Bronze |
| ---------------- | --- | --- | --- |
| Tournoi masculin | Union soviétique Oleg Antropov Volodimir Bielïaiev Ivan Bougaenkov Vladimir Ivanov Valeri Kravtchenko Ievgeni Lapinski Vasilius Matouchevas Viktor Mikhaltchouk Georgi Mondzolevski Iouri Poïarkov Eduard Sibirïakov Boris Terechtchouk                              | Japon Naohiro Ikeda Kenji Kimura Isao Koizumi Masayuki Minami Yasuaki Mitsumori Jungo Morita Katsutoshi Nekoda Seiji Oko Tetsuo Satō Kenji Shimaoka Mamoru Shiragami Tadayoshi Yokota | Tchécoslovaquie Bohumil Golián Zdenek Groessel Petr Kop Drahomir Koudelka Josef Musil Vladimir Petlak Antonín Procházka Pavel Schenk Josef Smolka Frantisek Sokol Jiří Svoboda Lubomir Zajisek                                   |
| Tournoi féminin  | Union soviétique Lioudmila Bouldakova Vera Galouchka-Douiounova Valentina Kameniok-Vinogradova Vera Lantratova Galina Leontyeva Lioudmila Mikhaïlovskaïa Tatiana Poniaïeva-Tretiakova Inna Riskal Roza Salikhova Tatiana Sarytcheva Nina Smoleïeva Tatjana Veinberga | Japon Sachiko Fukunaka Makiko Furukawa Keiko Hama Setsuko Inoue Toyoko Iwahara Yōko Kasahara Yukiyo Kojima Sumie Oinuma Aiko Onozawa Kunie Shishikura Suzue Takayama Setsuko Yoshida  | Pologne Halina Aszkiełowicz Lidia Chmielnicka Krystyna Czajkowska Barbara Hermela-Niemczyk Krystyna Jakubowska Jadwiga Książek Krystyna Krupa Józefa Ledwig Krystyna Ostromęcka Elżbieta Porzec Zofia Szczęśniewska Wanda Wiecha |

## Water-polo
| Épreuves         | Or | Argent | Bronze |
| ---------------- | --- | --- | --- |
| Tournoi masculin | Yougoslavie Ozren Bonačić Dejan Dabović Zdravko Hebel Zoran Janković Ronald Lopatni Uroš Marović Đorđe Perišić Miroslav Poljak Mirko Sandić Karlo Stipanić Ivo Trumbić | Union soviétique Oleksiy Barkalov Oleg Bovin Aleksandr Dolgushin Vadim Gulyayev Boris Grishin Yuriy Grigorovskiy Leonid Osipov Vladimir Semyonov Aleksandr Shidlovskiy Viacheslav Skok Givi Chikvanaya | Hongrie András Bodnár Zoltán Dömötör László Felkai Ferenc Konrád János Konrád Mihály Mayer Endre Molnár Dénes Pócsik László Sárosi János Steinmetz István Szívós |

## Athlètes les plus médaillés
| Athlète             | Pays             | Sport       | Médaille d'or, Jeux olympiques | Médaille d'argent, Jeux olympiques | Médaille de bronze, Jeux olympiques | Total |
| Věra Čáslavská      | Tchécoslovaquie  | Gymnastique | 4                              | 2                                  | 0                                   | 6     |
| Akinori Nakayama    | Japon            | Gymnastique | 4                              | 1                                  | 1                                   | 6     |
| Charles Hickcox     | États-Unis       | Natation    | 3                              | 1                                  | 0                                   | 4     |
| Sawao Katō          | Japon            | Gymnastique | 3                              | 0                                  | 1                                   | 4     |
| Debbie Meyer        | États-Unis       | Natation    | 3                              | 0                                  | 0                                   | 3     |
| Mikhail Voronin     | Union soviétique | Gymnastique | 2                              | 4                                  | 1                                   | 7     |
| Susan Pedersen      | États-Unis       | Natation    | 2                              | 2                                  | 0                                   | 4     |
| Jan Henne           | États-Unis       | Natation    | 2                              | 1                                  | 1                                   | 4     |
| Michael Wenden      | Australie        | Natation    | 2                              | 1                                  | 1                                   | 4     |
| Natalia Kuchinskaya | Union soviétique | Gymnastique | 2                              | 0                                  | 2                                   | 4     |
| Kaye Hall           | États-Unis       | Natation    | 2                              | 0                                  | 1                                   | 3     |
| Pierre Trentin      | France           | Cyclisme    | 2                              | 0                                  | 1                                   | 3     |
| Kenneth Walsh       | États-Unis       | Natation    | 2                              | 0                                  | 1                                   | 3     |
| Zinaida Voronina    | Union soviétique | Gymnastique | 1                              | 1                                  | 2                                   | 4     |
| Ellie Daniel        | États-Unis       | Natation    | 1                              | 1                                  | 1                                   | 3     |
| Linda Gustavson     | États-Unis       | Natation    | 1                              | 1                                  | 1                                   | 3     |
| Vladimir Kosinsky   | Union soviétique | Natation    | 0                              | 2                                  | 1                                   | 3     |
| Elaine Tanner       | Canada           | Natation    | 0                              | 2                                  | 1                                   | 3     |